# الزي السبئي الصحراوي
الزي السبئي الصحراوي أو الزي التهامي هو أحد أنواع اللباس الشائعة في مملكة سبأ وبقية ممالك اليمن القديم منذ القرن الثاني عشر قبل الميلاد، والزي عبارة عن الإزار والإكليل وطوق معدني بكوع اليد.
حتى سبعينيات القرن العشرين كان أفراد قبائل تهامة قحطان وعسير لا يزالون يرتدون الزي السبئي، وحتى خمسينيات القرن العشرين كان الزي السبئي شائع أيضاً بين قبائل الكثيري الهمدانية في ظفار وحضرموت والربع الخالي.
وضع الإكليل النباتي على الرأس ووضع الطوق المعدني بكوع اليد كان نوع من الزينة في ممالك اليمن القديم وأصبح تقليد متوارث بين القبائل اليمنية.